# Хованское кладбище
Хова́нское кла́дбище — крупнейшее кладбище Москвы, расположенное в поселении Сосенское Новомосковского административного округа. Основано в 1972 году, получило название от деревни Николо-Хованское, рядом с которой расположено. Общая площадь кладбища составляет 197 гектаров. В 1998 году было разделено на три: Северное, Центральное и Западное. Находится в ведении московского государственного учреждения «Ритуал».

## Этимология
Кладбище получило своё название от деревни Николо-Хованское, рядом с которой расположено. Деревня, изначально известная как вотчинное сельцо Поповка, ко второй половине XVII века стала поместьем князя Ивана Хованского. По его приказу в 1677 году была построена деревянная церковь Николая Чудотворца. После этого Поповка приобрела статус села, а впоследствии и современное название.

## История

### Местность
Согласно археологическим исследованиям Московской области, первые поселения на территории деревни Николо-Хованское у реки Сосенки появились ещё в доисторическую эпоху. Официальная история насчитывает более 400 лет.
После того, как Ивана Хованского казнили 17 сентября 1682 года за организацию Хованского бунта, Никольское было передано окольничему Петру Кондырёву. Позднее в начале XVIII века его приобрёл сын сельского священника Автоном Иванов, а после него селом владели его дочь и внучки — Аграфена Тютчева и Марфа Измайлова.
Аграфена и Марфа в 1770-х годах просили Московскую духовную консисторию содействовать ремонту старой церкви, но за время долгих переговоров здание обветшало до состояния, не предполагающего ремонта и было снесено. Несмотря на протесты местных жителей, приход приписали к Троицкому храму, который пользовался в Никольском дурной славой из-за похороненных по соседству жертв Салтычихи — Дарьи Салтыковой, ещё одной внучки Автонома Иванова.
В середине XIX века Никольское приобрела семья барона Дмитрия Шеппинга, которая владела имением до национализации в 1917 году. После Октябрьской революции на базе имения был создан колхоз, а позднее — совхоз. В 2012 году Николо-Хованское включили в состав Новой Москвы.

### Кладбище

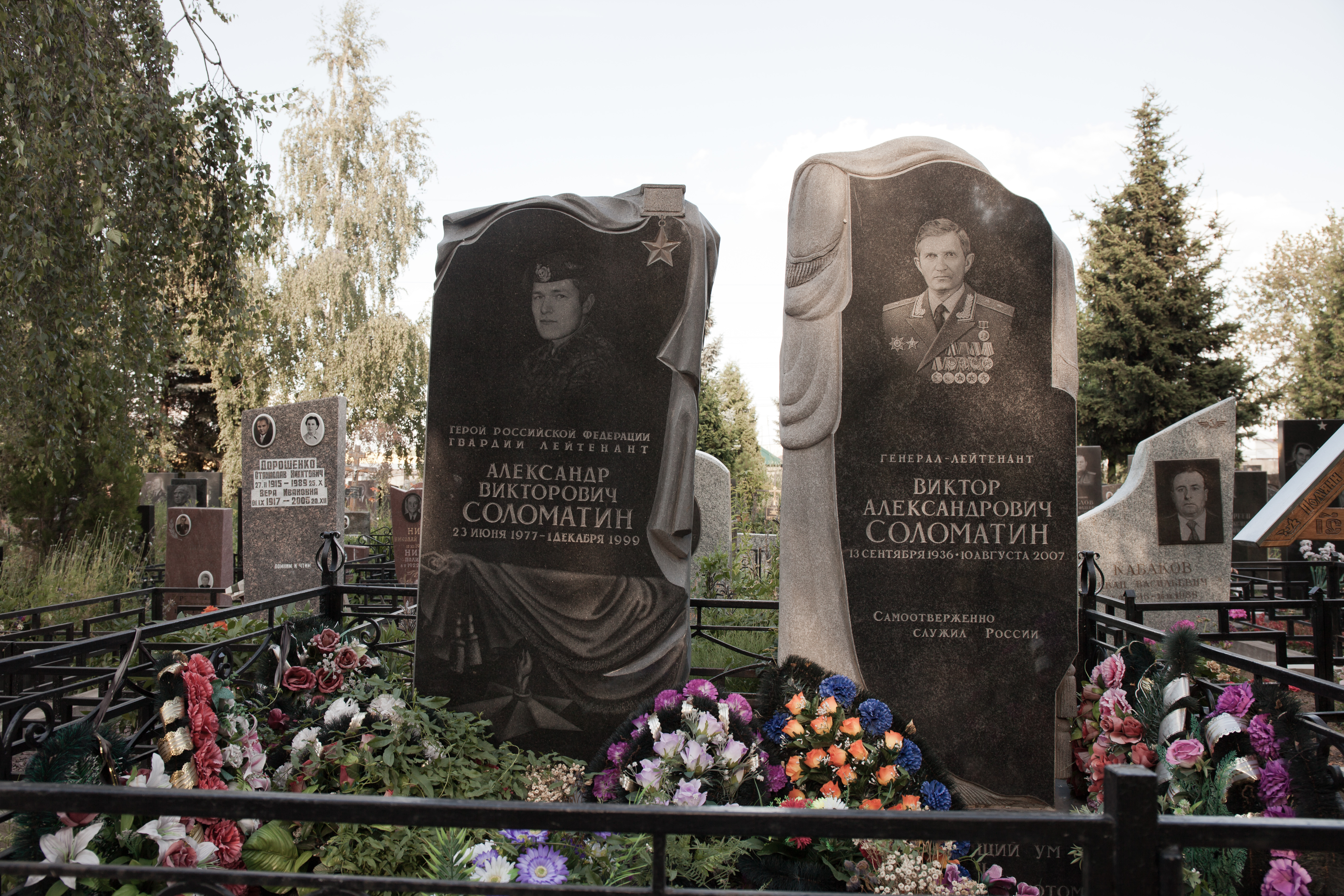
Надгробие Александра и Виктора Соломатиных, 2014 год

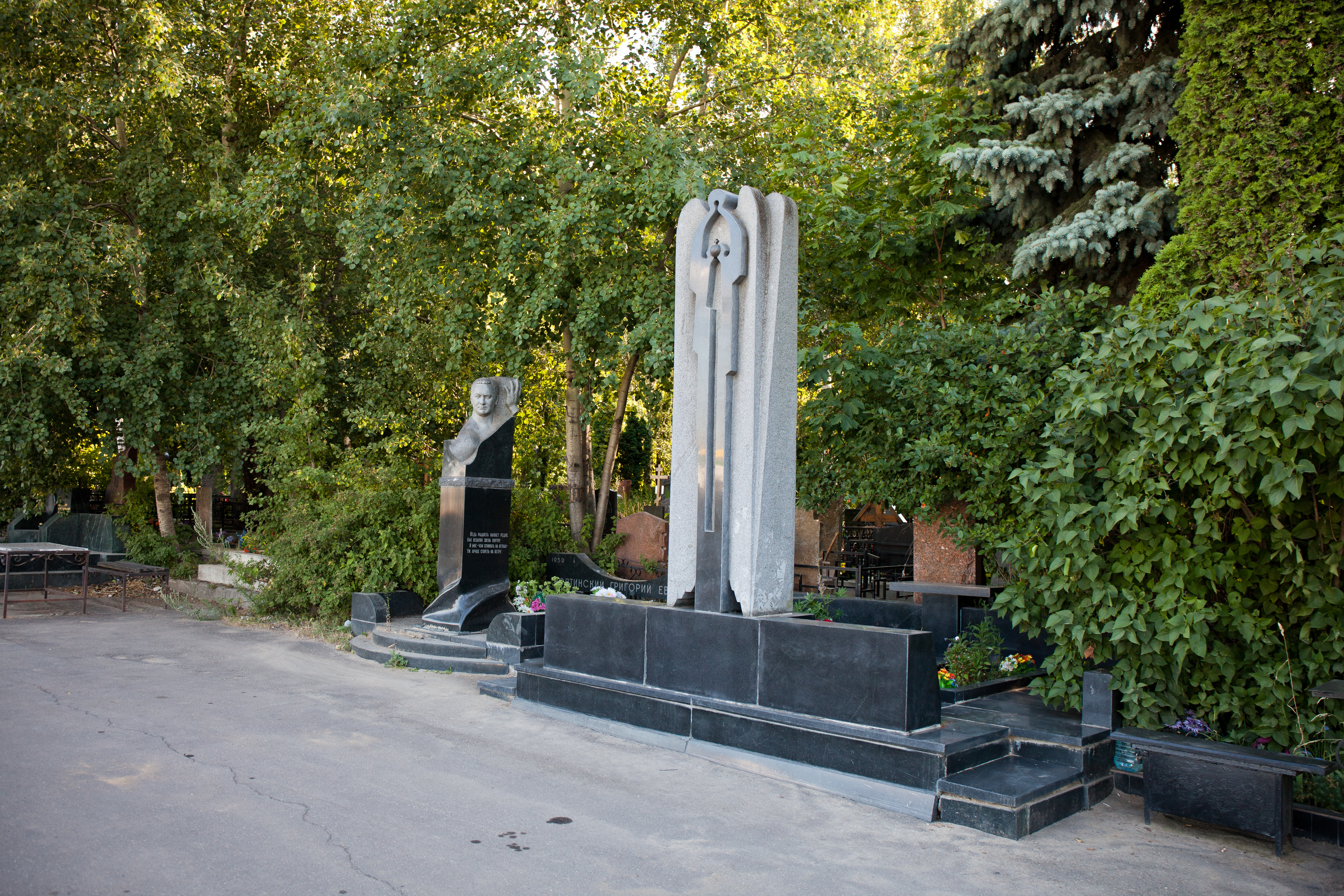
Хованское кладбище, 2014 год

Могила Аслана Усояна (Деда Хасана), 2014 год

Кладбище было основано около деревни Николо-Хованское в 1972 году. Изначально его площадь составляла 87,72 гектара. В 1978 году кладбище расширили ещё на 60 гектаров. В 1988 году на территории построили действующий крематорий. В 1992 году площадь кладбища была увеличена ещё на 50,12 гектара, что сделало его одним из самых крупных некрополей Европы.
В 1994 году на территории кладбища похоронили Сергея Тимофеева по кличке Сильвестр, основателя Ореховской организованной преступной группировки (ОПГ). После этого кладбище стало популярным среди бандитов. Для отпевания погибших соратников представители преступных группировок восстановили в соседнем поселке Мосрентген закрытый во времена СССР храм Живоначальной Троицы.
В 1997 году на кладбище появилась территория для мусульманских захоронений и совершения религиозных обрядов. Через год для улучшения похоронного обслуживания в Юго-Западном административном округе решением правительства Москвы кладбище было разделено на три: Хованское Северное, Хованское Центральное и Хованское Западное. На их базе создали структурное подразделение Хованский комплекс похоронного обслуживания ГУП «Ритуал». В 2013 году между Центральной и Западной территориями было открыто Николо-Хованское кладбище площадью 5,3 гектара, вошедшее в тот же комплекс.

## Современность
С момента открытия в 1972 году на кладбище ведётся архив захоронений. Работает пункт проката инвентаря для ухода за могилами, есть мастерская по изготовлению памятников. Рядом с кладбищем находится полигон твёрдых бытовых отходов «Саларьево» — одна из крупнейших свалок в Европе.
В августе 2014 года во время работ по строительству и благоустройству города на территории кладбища нарушили циркуляцию грунтовых и поверхностных вод и перекрыли систему водоотвода, в результате чего кладбище оказалось под угрозой затопления. Столичный департамент торговли предложил заключить контракт на выявление причин подтопления и на основе полученных данных разработать план мероприятий для решения проблемы. В результате на октябрь 2017 года было запланировано создание системы ливневой канализации для отвода воды, а также обновление дорожной сети и укладка нового асфальта.
По состоянию на 2021 год Центральное кладбище открыто для свободных захоронений. На Северном и Западном проводятся только родственные захоронения.
В 2016 году был построен храм имени Святого Пророка Предтечи и Крестителя Иоанна с приделами князя Владимира и архиепископа Мирликийского Николая Чудотворца, а также построена часовня иконы Владимирской Божьей матери.

## Драка 14 мая 2016 года

### Конфликт
Утром 14 мая 2016 года на кладбище собрались участники молодёжно-спортивной организации  «Здоровая нация» и противостоящие им мигранты из Средней Азии. По данным полиции, спор возник из-за того, что группы не смогли распределить между собой территории обслуживания кладбища. На заранее запланированную встречу приехали десятки вооружённых борцов[каких?]. Мигранты в качестве поддержки вызвали земляков с лопатами, арматурой и прочим импровизированным оружием. Спор перерос в массовую драку длительностью около часа. В конфликте приняли участие более 200 человек. Во время конфликта три человека погибли, более тридцати получили травмы разной степени тяжести. Также пострадали посетители кладбища. Стоящие перед кладбищем автомобили были разбиты. Из-за численного превосходства мигрантов борцы открыли огонь и попытались покинуть кладбище, однако к этому моменту прибыл ОМОН. Полицейские эвакуировали посетителей и временно ограничили допуск на кладбище, по этой причине пришлось перенести запланированные похороны.
Было задержано около 100 участников драки, среди них оказался сотрудник патрульно-постовой службы полиции по району Хамовники. Три участника драки скрылись на легковом автомобиле и во время погони сбили двух человек. После их задержания в салоне обнаружили огнестрельное оружие.

### Другие причины
По данным следствия, конфликт произошёл из-за разногласий относительно распределения территории обслуживания кладбищ. Однако существуют и другие версии причины конфликта.
- Некоторые СМИ делали акцент на этнической принадлежности части участников «Здоровой нации» — в публикациях избегали упоминать  фигурантов-славян и опускали название организации[23]. В частности так поступили «Вести»[7].
- Председатель Общероссийского движения трудовых мигрантов Таджикистана Каромат Шарипов заявлял, что члены преступных группировок на протяжении 20 лет требовали деньги у работающих на кладбище граждан Таджикистана, при этом полиция часто покрывала вымогателей из ОПГ. Члены этнической группировки предприняли попытку заставить работников кладбища отдавать им зарплату, а взамен получать 13 % от заработка — это и спровоцировало конфликт. Президент некоммерческого партнёрства «Этнические таджики за миграционную ответственность соотечественников» Ёров Каримджон утверждал, что за неделю до случившейся драки директор кладбища Юрий Чабуев предупреждал работников о том, что им придётся платить часть доходов новым покровителям[1][7][24][24]:

За то, чтобы сюда устроиться, — 40 тысяч. С каждого клиента, который хочет памятник поставить, могилу выкопать, — 10 %.
- По ещё одной версии, охранники попытались выгнать с территории кладбища нелегальных мигрантов, которые укрывались от правоохранительных органов. Это и спровоцировало драку[10][25].
- По данным газеты «Известия», конфликт произошёл из-за того, что стоимость ритуальных услуг, оказываемых мигрантами, была в два-три раза ниже, что вызвало недовольство ГБУ «Ритуал»[26].
- Недовольный работой по облагораживанию могилы заказчик отказался её оплачивать. В ответ работники испортили ранее сделанное. Во время выяснения отношений с представителями таджикской диаспоры на кладбище и рынке недалеко от него выяснилось, что деятельность диаспоры подрывала исторически сложившийся кладбищенский бизнес. Так как теневой оборот достигал 4 млн рублей в день, было решено заставить таджиков делиться прибылью или заставить их покинуть кладбище[19].
- В январе 2016 года был арестован заведующий Хованским Северным кладбищем Михаил Чивилев. По мнению Алексея Сулоева, вице-президента Союза похоронных организаций и крематориев, это могло послужить причиной произошедшего конфликта[27].

Любой агент мог вам сказать, что на Хованском кладбище продаются участки под будущие захоронения. Хотя московским законодательством это запрещено. И только можно на аукционе его купить. И тем не менее, вот заведующий был арестован в январе этого года. Он продавал места по 495 тысяч. Отсюда, я думаю, когда заведующий был арестован, пришли новые люди, которые решили в свою пользу это все как-то переделать.
- По мнению шоумена и администратора в агентстве ритуальных услуг Стаса Барецкого, беспорядки могли быть связаны с переделом сфер влияния: криминал привлекают связанные с похоронами большие деньги, а так как спорные вопросы в ритуальной сфере традиционно решались силой, подобные столкновения будут происходить и в будущем.

### Последствия
Полиция изъяла у участников побоища огнестрельное оружие: два травматических пистолета и небоевые автоматы Калашникова. Во время проверки выяснилось, что среди задержанных официальных работников кладбища нет. Сорок человек находились на территории России нелегально, некоторые скрывались под чужими именами.
В отношении тринадцати спортсменов, директора кладбища Юрия Чабуева и юриста и одного из основателей общественной организации «Здоровая нация» Александра Бочарникова возбуждено уголовное дело по статьям «Хулиганство», «Незаконный оборот оружия» и «Убийство». В Следственном комитете России полагали, что Юрий Чабуев планировал избавиться от нелегалов. По словам подозреваемых, он подключился к участию в конфликте позднее. Сам Чабуев придерживался версии о некачественно проведённой работе по облагораживанию.
После произошедшего конфликта начальник ГУ МВД России по Москве, генерал-лейтенант полиции Анатолий Якунин отдал распоряжение проверить все 78 кладбищ столицы. Мэр Сергей Собянин пообещал предоставить правоохранительным органам необходимую помощь и потребовал наказать всех виновных.
Расследование проводили более 50 оперативников объединённой следственно-оперативной группы следственного комитета России и министерства внутренних дел. Также в работе принимал участие представитель МВД Республики Таджикистан генерал-майор милиции Абдугафор Азизов. Полиция изъяла у администрации кладбища документы, 300 объектов исследований и опросила более ста человек. В результате проведённых работ версия о конфликте на национальной почве не подтвердилась.
Двадцать два участника конфликта были приговорены Щербинским судом Москвы к 15 суткам административного ареста, а семь человек депортированы из России. Пресненский суд столицы арестовал двенадцать участников драки на один месяц, а Александра Бочарникова и его знакомого Вячеслава Серова — на два.
В 2018 году охрану кладбищ ГБУ «Ритуал» осуществляла военизированная государственная Охрана Росгвардии. В 2019 году объект вернул себе под охрану ЧОП «Старкс безопасность», который до этого с июля 2016 года осуществлял охрану кладбища.
Драка на Хованском кладбище привлекла внимание журналиста Ивана Голунова, который в начале 2018 года начал расследование похоронного бизнеса в России, что привело к раскрытию связи между владельцами похоронного бизнеса в Москве и руководством МВД и ФСБ Москвы.

## Могилы известных людей
Смотрите категорию: Похороненные на Хованском кладбище

На кладбище похоронены известные военные и научные деятели, политики, представители творческой интеллигенции, уголовные авторитеты.